# Historique du parcours européen du Dynamo Moscou
Cet article présente les différentes campagnes européennes réalisées par le Dynamo Moscou depuis sa première participation à la Coupe des coupes en 1971, qui le voit atteindre à cette occasion sa seule et unique finale de compétition européenne, finalement perdue face aux Glasgow Rangers.
Le club découvre la Coupe UEFA trois années plus tard, en se qualifiant pour l'édition 1974-1975 où il atteint le deuxième tour. La grande majorité des participations européennes du Dynamo se fait dans ces compétitions entre les années 1970 et 1990, celui-ci atteignant notamment les demi-finales de la Coupe des coupes en 1978 puis en 1985. Ses performances en Coupe UEFA sont plus décevantes, ne parvenant jamais à en dépasser les huitièmes de finale.
La présence du club en coupe d'Europe se réduit nettement à partir des années 2000, principalement du fait des performances décevantes en championnat russe. Cela ne l'empêche cependant pas de découvrir la Ligue des champions lors de la saison 2009-2010, où il intègre le troisième tour de qualification avant d'être éliminé d'entrée par le Celtic Glasgow.
La dernière aventure européenne du Dynamo remonte à la saison 2020-2021, qui le voit être éliminé d'entrée au deuxième tour de qualification de la Ligue Europa.

## Résultats en compétitions européennes

### Légende du tableau
| Vainqueur de la compétition | Victoire ou qualification | Match nul | Défaite ou élimination |

### Résultats
Note : dans les résultats ci-dessous, le score du club est toujours donné en premier.
| Saison                                         | Compétition                                    | Tour                                           | Club                                           | Domicile                                       | Extérieur                                      | Total                                          |
| Représentant de l'Union soviétique (1971-1991) | Représentant de l'Union soviétique (1971-1991) | Représentant de l'Union soviétique (1971-1991) | Représentant de l'Union soviétique (1971-1991) | Représentant de l'Union soviétique (1971-1991) | Représentant de l'Union soviétique (1971-1991) | Représentant de l'Union soviétique (1971-1991) |
| ---------------------------------------------- | ---------------------------------------------- | ---------------------------------------------- | ---------------------------------------------- | ---------------------------------------------- | ---------------------------------------------- | ---------------------------------------------- |
| 1971-1972                                      | Coupe des coupes                               | Premier tour                                   | Olympiakos                                     | 1 - 2                                          | 2 - 0                                          | 3 - 2                                          |
| 1971-1972                                      | Coupe des coupes                               | Deuxième tour                                  | Eskişehirspor                                  | 1 - 0                                          | 1 - 0                                          | 1 - 0                                          |
| 1971-1972                                      | Coupe des coupes                               | Deuxième tour                                  | Étoile rouge de Belgrade                       | 1 - 1                                          | 2 - 1                                          | 3 - 2                                          |
| 1971-1972                                      | Coupe des coupes                               | Deuxième tour                                  | Dynamo Berlin                                  | 1 - 1 ap                                       | 1 - 1                                          | 2 - 2 (4 - 1 tab)                              |
| 1971-1972                                      | Coupe des coupes                               | Finale                                         | Glasgow Rangers                                | 2 - 3                                          | 2 - 3                                          | 2 - 3                                          |
| 1974-1975                                      | Coupe UEFA                                     | Premier tour                                   | Östers IF                                      | 2 - 1                                          | 2 - 3                                          | 4E - 4                                         |
| 1974-1975                                      | Coupe UEFA                                     | Deuxième tour                                  | Dynamo Dresde                                  | 1 - 0 ap                                       | 0 - 1                                          | 1 - 1 (3 - 4 tab)                              |
| 1976-1977                                      | Coupe UEFA                                     | Premier tour                                   | AEK Athènes                                    | 2 - 1                                          | 0 - 2                                          | 2 - 3                                          |
| 1977-1978                                      | Coupe des coupes                               | Premier tour                                   | Valletta FC                                    | 5 - 0                                          | 2 - 0                                          | 7 - 0                                          |
| 1977-1978                                      | Coupe des coupes                               | Deuxième tour                                  | Universitatea Craiova                          | 2 - 0                                          | 0 - 2 ap                                       | 2 - 2 (3 - 0 tab)                              |
| 1977-1978                                      | Coupe des coupes                               | Quarts de finale                               | Betis Séville                                  | 3 - 0                                          | 0 - 0                                          | 3 - 0                                          |
| 1977-1978                                      | Coupe des coupes                               | Demi-finales                                   | Austria Vienne                                 | 2 - 1                                          | 1 - 2 ap                                       | 3 - 3 (4 - 5 tab)                              |
| 1979-1980                                      | Coupe des coupes                               | Premier tour                                   | Vllaznia Shkodër                               | Forfait                                        | Forfait                                        | Forfait                                        |
| 1979-1980                                      | Coupe des coupes                               | Deuxième tour                                  | Boavista FC                                    | 0 - 0                                          | 1 - 1                                          | 1E - 1                                         |
| 1979-1980                                      | Coupe des coupes                               | Quarts de finale                               | FC Nantes                                      | 0 - 2                                          | 3 - 2                                          | 3 - 4                                          |
| 1980-1981                                      | Coupe UEFA                                     | Premier tour                                   | KSC Lokeren                                    | 0 - 1                                          | 1 - 1                                          | 1 - 2                                          |
| 1982-1983                                      | Coupe UEFA                                     | Premier tour                                   | Śląsk Wrocław                                  | 0 - 1                                          | 2 - 2                                          | 2 - 3                                          |
| 1984-1985                                      | Coupe des coupes                               | Premier tour                                   | Hajduk Split                                   | 1 - 0                                          | 5 - 2                                          | 6 - 2                                          |
| 1984-1985                                      | Coupe des coupes                               | Deuxième tour                                  | Ħamrun Spartans                                | 5 - 0                                          | 1 - 0                                          | 6 - 0                                          |
| 1984-1985                                      | Coupe des coupes                               | Quarts de finale                               | AEL Larissa                                    | 1 - 0                                          | 0 - 0                                          | 1 - 0                                          |
| 1984-1985                                      | Coupe des coupes                               | Demi-finales                                   | Rapid Vienne                                   | 1 - 1                                          | 1 - 3                                          | 2 - 4                                          |
| 1987-1988                                      | Coupe UEFA                                     | Premier tour                                   | Grasshoppers Zurich                            | 1 - 0                                          | 4 - 0                                          | 5 - 0                                          |
| 1987-1988                                      | Coupe UEFA                                     | Deuxième tour                                  | FC Barcelone                                   | 0 - 0                                          | 0 - 2                                          | 0 - 2                                          |
| 1991-1992                                      | Coupe UEFA                                     | Premier tour                                   | Dunakanyar-Vác                                 | 4 - 1                                          | 0 - 1                                          | 4 - 2                                          |
| 1991-1992                                      | Coupe UEFA                                     | Deuxième tour                                  | AS Cannes                                      | 1 - 1                                          | 1 - 0                                          | 2 - 1                                          |
| 1991-1992                                      | Coupe UEFA                                     | Troisième tour                                 | KAA La Gantoise                                | 0 - 0                                          | 0 - 2                                          | 0 - 2                                          |
| Représentant de la Russie (depuis 1992)        |                                                |                                                |                                                |                                                |                                                |                                                |
| 1992-1993                                      | Coupe UEFA                                     | Premier tour                                   | Rosenborg BK                                   | 5 - 1                                          | 0 - 2                                          | 5 - 3                                          |
| 1992-1993                                      | Coupe UEFA                                     | Deuxième tour                                  | Torino FC                                      | 0 - 0                                          | 2 - 1                                          | 2 - 1                                          |
| 1992-1993                                      | Coupe UEFA                                     | Troisième tour                                 | Benfica Lisbonne                               | 2 - 2                                          | 0 - 2                                          | 2 - 4                                          |
| 1993-1994                                      | Coupe UEFA                                     | Premier tour                                   | Eintracht Francfort                            | 0 - 6                                          | 2 - 1                                          | 2 - 7                                          |
| 1994-1995                                      | Coupe UEFA                                     | Premier tour                                   | RFC Seraing                                    | 0 - 1                                          | 4 - 3                                          | 4E - 4                                         |
| 1994-1995                                      | Coupe UEFA                                     | Deuxième tour                                  | Real Madrid                                    | 2 - 2                                          | 0 - 4                                          | 2 - 6                                          |
| 1995-1996                                      | Coupe des coupes                               | Premier tour                                   | Ararat Erevan                                  | 3 - 1                                          | 1 - 0                                          | 4 - 1                                          |
| 1995-1996                                      | Coupe des coupes                               | Deuxième tour                                  | Hradec Králové                                 | 1 - 0                                          | 0 - 1 ap                                       | 1 - 1 (3 - 1 tab)                              |
| 1995-1996                                      | Coupe des coupes                               | Quarts de finale                               | Rapid Vienne                                   | 0 - 1                                          | 0 - 3                                          | 0 - 4                                          |
| 1996-1997                                      | Coupe UEFA                                     | Premier tour                                   | Jazz Pori                                      | 1 - 1                                          | 3 - 1                                          | 4 - 2                                          |
| 1996-1997                                      | Coupe UEFA                                     | Deuxième tour                                  | AS Rome                                        | 1 - 3                                          | 0 - 3                                          | 1 - 6                                          |
| 1997                                           | Coupe Intertoto                                | Groupe 5                                       | Panachaïkí                                     | 2 - 1                                          | N/A                                            | Premier                                        |
| 1997                                           | Coupe Intertoto                                | Groupe 5                                       | B36 Tórshavn                                   | N/A                                            | 1 - 0                                          | Premier                                        |
| 1997                                           | Coupe Intertoto                                | Groupe 5                                       | KRC Genk                                       | 3 - 2                                          | N/A                                            | Premier                                        |
| 1997                                           | Coupe Intertoto                                | Groupe 5                                       | Stabæk                                         | N/A                                            | 1 - 1                                          | Premier                                        |
| 1997                                           | Coupe Intertoto                                | Demi-finales                                   | MSV Duisbourg                                  | 2 - 2                                          | 1 - 3                                          | 3 - 5                                          |
| 1998-1999                                      | Coupe UEFA                                     | Tour préliminaire                              | Polonia Varsovie                               | 1 - 0                                          | 1 - 0                                          | 2 - 0                                          |
| 1998-1999                                      | Coupe UEFA                                     | Premier tour                                   | Skonto Riga                                    | 2 - 2                                          | 3 - 2                                          | 5 - 4                                          |
| 1998-1999                                      | Coupe UEFA                                     | Deuxième tour                                  | Real Sociedad                                  | 2 - 3                                          | 0 - 3                                          | 2 - 6                                          |
| 2000-2001                                      | Coupe UEFA                                     | Premier tour                                   | Lillestrøm SK                                  | 2 - 1                                          | 1 - 3                                          | 3 - 4                                          |
| 2001-2002                                      | Coupe UEFA                                     | Premier tour                                   | Birkirkara FC                                  | 1 - 0                                          | 0 - 0                                          | 1 - 0                                          |
| 2001-2002                                      | Coupe UEFA                                     | Deuxième tour                                  | Glasgow Rangers                                | 1 - 4                                          | 1 - 3                                          | 2 - 7                                          |
| 2009-2010                                      | Ligue des champions                            | Troisième tour Q                               | Celtic Glasgow                                 | 0 - 2                                          | 1 - 0                                          | 1 - 2                                          |
| 2009-2010                                      | Ligue Europa                                   | Barrages                                       | CSKA Sofia                                     | 1 - 2                                          | 0 - 0                                          | 1 - 2                                          |
| 2012-2013                                      | Ligue Europa                                   | Troisième tour Q                               | Dundee United                                  | 5 - 0                                          | 2 - 2                                          | 7 - 2                                          |
| 2012-2013                                      | Ligue Europa                                   | Barrages                                       | VfB Stuttgart                                  | 1 - 1                                          | 0 - 2                                          | 1 - 3                                          |
| 2014-2015                                      | Ligue Europa                                   | Troisième tour Q                               | Hapoël Ironi Kiryat Shmona                     | 1 - 1                                          | 2 - 1                                          | 3 - 2                                          |
| 2014-2015                                      | Ligue Europa                                   | Barrages                                       | Omonia Nicosie                                 | 2 - 2                                          | 2 - 1                                          | 4 - 3                                          |
| 2014-2015                                      | Ligue Europa                                   | Groupe E                                       | Panathinaïkos                                  | 2 - 1                                          | 2 - 1                                          | Premier                                        |
| 2014-2015                                      | Ligue Europa                                   | Groupe E                                       | PSV Eindhoven                                  | 1 - 0                                          | 1 - 0                                          | Premier                                        |
| 2014-2015                                      | Ligue Europa                                   | Groupe E                                       | GD Estoril-Praia                               | 1 - 0                                          | 2 - 1                                          | Premier                                        |
| 2014-2015                                      | Ligue Europa                                   | Seizièmes de finale                            | RSC Anderlecht                                 | 3 - 1                                          | 0 - 0                                          | 1 - 3                                          |
| 2014-2015                                      | Ligue Europa                                   | Huitièmes de finale                            | SSC Naples                                     | 0 - 0                                          | 1 - 3                                          | 1 - 3                                          |
| 2020-2021                                      | Ligue Europa                                   | Deuxième tour Q                                | Lokomotiv Tbilissi                             | N/A                                            | 1 - 2                                          | 1 - 2                                          |

## Bilan
| Compétition              | P  | M   | V  | N  | D  | BP  | BC  | Diff. |
| ------------------------ | -- | --- | -- | -- | -- | --- | --- | ----- |
| Ligue des champions (C1) | 1  | 2   | 1  | 0  | 1  | 1   | 2   | -1    |
| Coupe des coupes (C2)    | 5  | 35  | 18 | 8  | 9  | 51  | 31  | +20   |
| Ligue Europa (C3)        | 17 | 69  | 27 | 18 | 24 | 88  | 95  | -7    |
| Coupe Intertoto          | 1  | 6   | 3  | 2  | 1  | 10  | 9   | +1    |
| Total                    | 24 | 112 | 49 | 28 | 35 | 150 | 137 | +13   |